# Новотроицкая ГЭС
Новотро́ицкая ГЭС — гидроэлектростанция на реке Егорлык вблизи г. Солнечнодольска Изобильненского района Ставропольского края. Входит в состав Каскада Кубанских ГЭС (группа Сенгилеевских ГЭС), являясь его последней, десятой ступенью. Наименьшая по мощности станция каскада, одна из старейших ныне действующих электростанций Ставропольского края. Собственником Новотроицкой ГЭС является ПАО «РусГидро», используемые станцией для создания напора подпорные сооружения (плотина, водосброс, водоприёмник Право-Егорлыкского канала) принадлежат ФГБУ «Управление «Ставропольмелиоводхоз».

## Конструкция станции
Новотроицкая ГЭС представляет собой низконапорную плотинно-деривационную электростанцию с деривационным расположением здания ГЭС, при этом основная часть напора создаётся плотиной. Особенностью станции является использование как естественного стока реки Егорлык, так и части стока реки Кубани, перебрасываемого в Егорлык по Невинномысскому каналу. Установленная мощность электростанции — 3,68 МВт (в соответствии с действующей в России классификации относится к малым ГЭС), проектная среднегодовая выработка электроэнергии — 18,4 млн кВт·ч, фактическая среднемноголетняя выработка электроэнергии — 10,1 млн кВт·ч. Состав сооружений Новотроицкого гидроузла:
- земляная плотина Новотроицкого гидроузла, длина по гребню 1250 метров, максимальная высота 22 метра, ширина по гребню 8,6 метров. Плотина отсыпана из суглинков;
- водосбросное сооружение Новотроицкого гидроузла, включающее в себя подводящий канал длиной 283 м, трёхпролётный водоприёмник с сегментными затворами, быстроток длиной 197 м, водобойный колодец, отводящий канал длиной 20 м. Расположено с левого берега. Проектный расход — 289 м³/с, максимальный расход — 375 м³/с;
- водозаборное сооружение (шлюз-регулятор) Право-Егорлыкского канала, с подводящим каналом. Оборудован двумя пролётами с сегментными затворами;
- головной шлюз-регулятор, обеспечивающий забор воды в деривационный канал. Расположен с правого берега вблизи водозаборного сооружения Право-Егорлыкского канала и использует общий с ним подводящий канал. Имеет одно водопропускное отверстие, перекрываемое сегментным затвором;
- деривационный канал длиной 314 м. Выполнен в полувыемке-полунасыпи, ограждён дамбами высотой до 3,5 м, облицован железобетонными плитами;
- двухпролётный водоприёмник, оборудованный сегментными затворами;
- двухниточный железобетонный напорный трубопровод, длина каждой нитки 76 м, диаметр 2,4 м, нитки засыпаны грунтом;
- здание ГЭС;
- отводящий канал длиной 660 м.

В здании ГЭС длиной 29,3 м установлены 2 вертикальных гидроагрегата мощностью по 1,84 МВт. Каждый гидроагрегат включает в себя с радиально-осевую гидротурбину Ф123-ВБ-140 (диаметр рабочего колеса 1,4 м), работающую при расчётном напоре 21,8 м, и гидрогенератор ВГС-325/29-24. Производитель гидротурбин — «Уралгидромаш», генераторов — «Уралэлектротяжмаш». С генераторов электроэнергия на напряжении 6,3 кВ передаётся на два силовых трансформатора TCU-6300/35/6,3, а с них — на комплектное распределительное устройство элегазовое (КРУЭ) напряжением 35 кВ. В энергосистему электроэнергия и мощность станции выдаётся по двум линиям электропередачи:
- ВЛ 35 кВ Новотроицкая ГЭС — ПС Междуреченская (Л-659);
- ВЛ 35 кВ ПС Междуреченская — ПС Фильтровальная с отпайкой на Новотроицкую ГЭС (Л-636).

Напорные сооружения гидроузла образует Новотроицкое водохранилище. Площадь водохранилища при нормальном подпорном уровне 18 км², длина 11 км, полная и полезная ёмкость водохранилища составляет 132 и 62 млн м³ соответственно, что позволяет осуществлять сезонное регулирование стока. Отметка нормального подпорного уровня водохранилища составляет 153 м над уровнем моря (по Балтийской системе высот), форсированного подпорного уровня — 154,6 м, уровня мёртвого объёма — 141,14 м.

Сооружения и оборудование Новотроицкого гидроузла
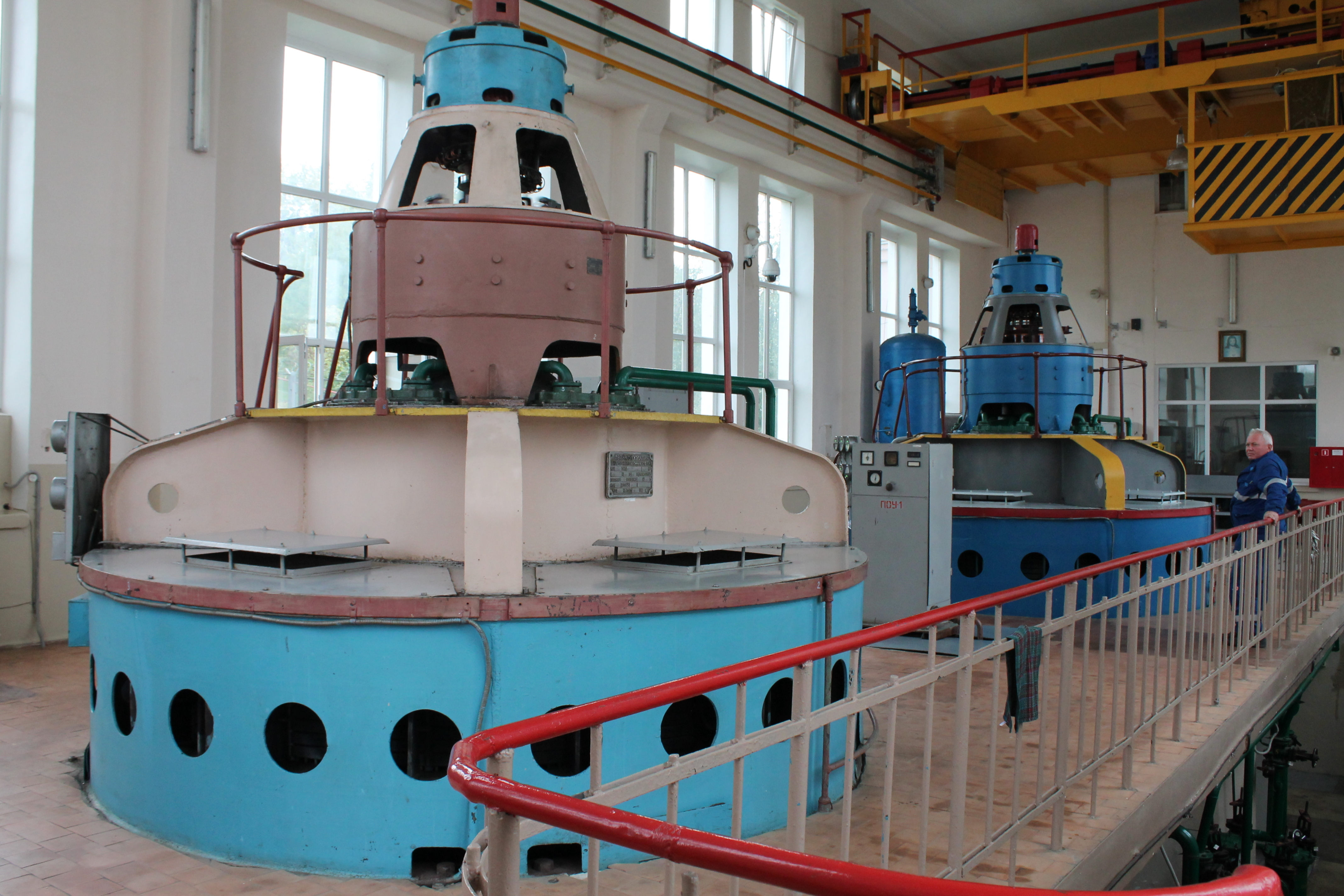
Машинный зал
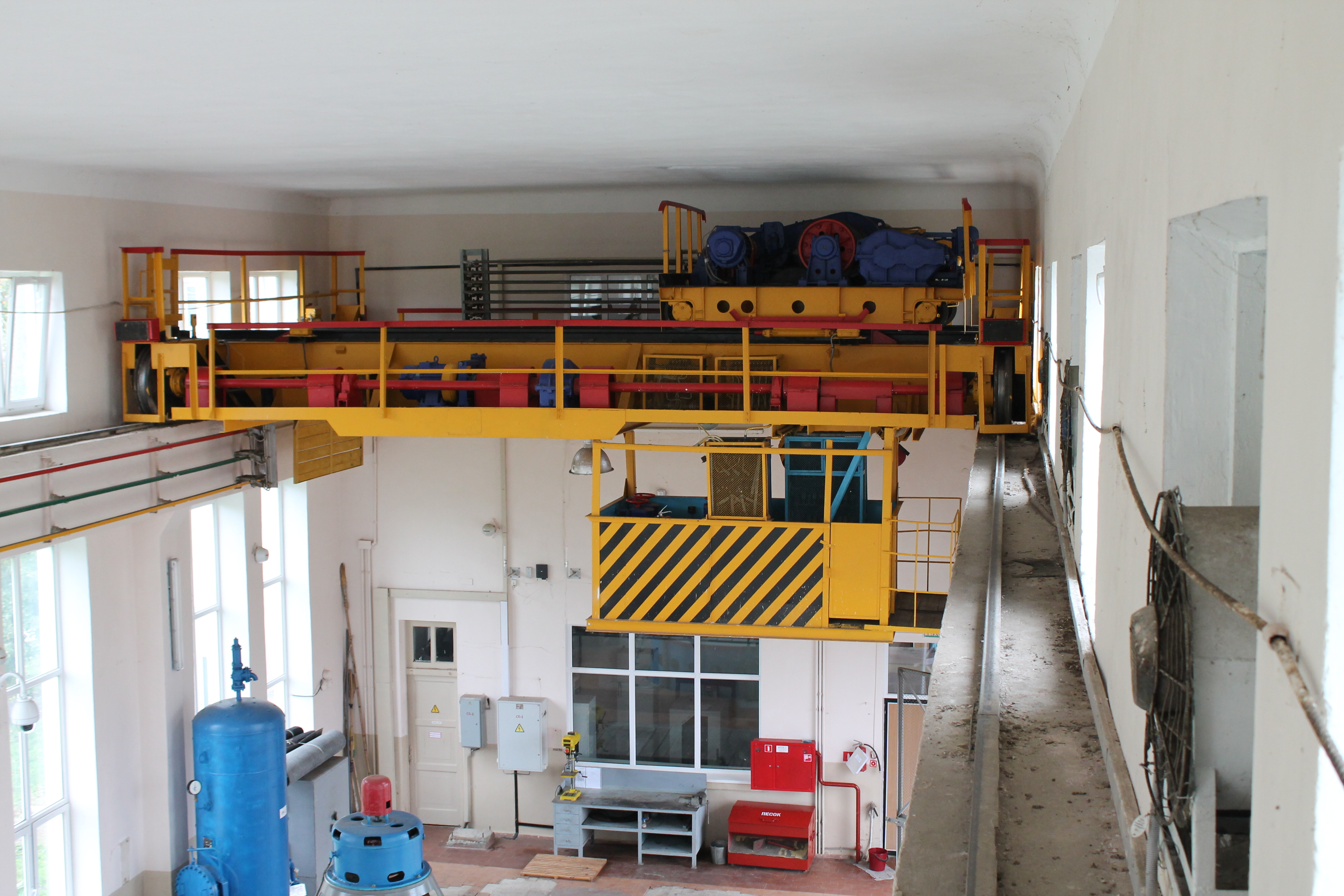
Мостовой кран машзала
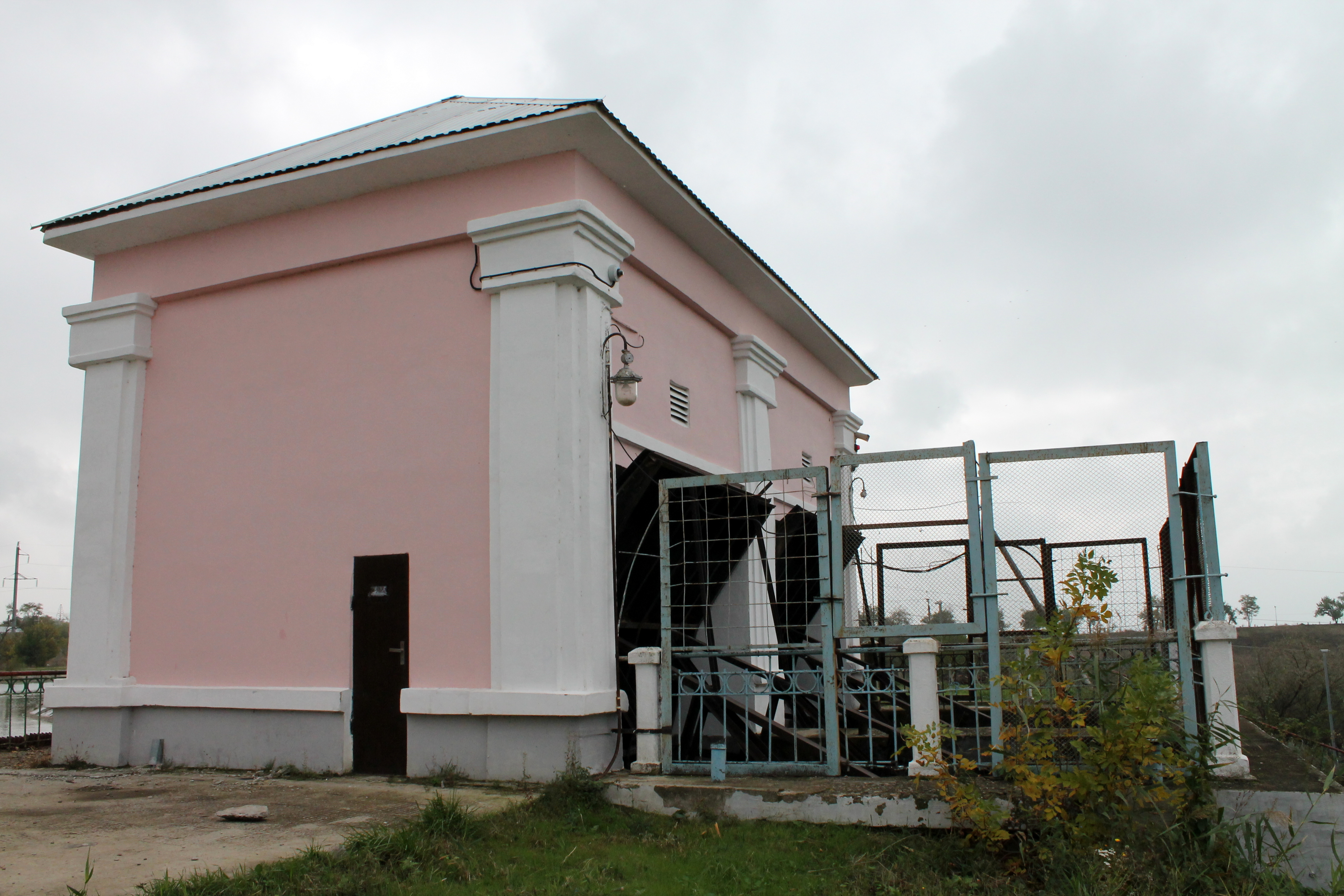
Водоприёмник
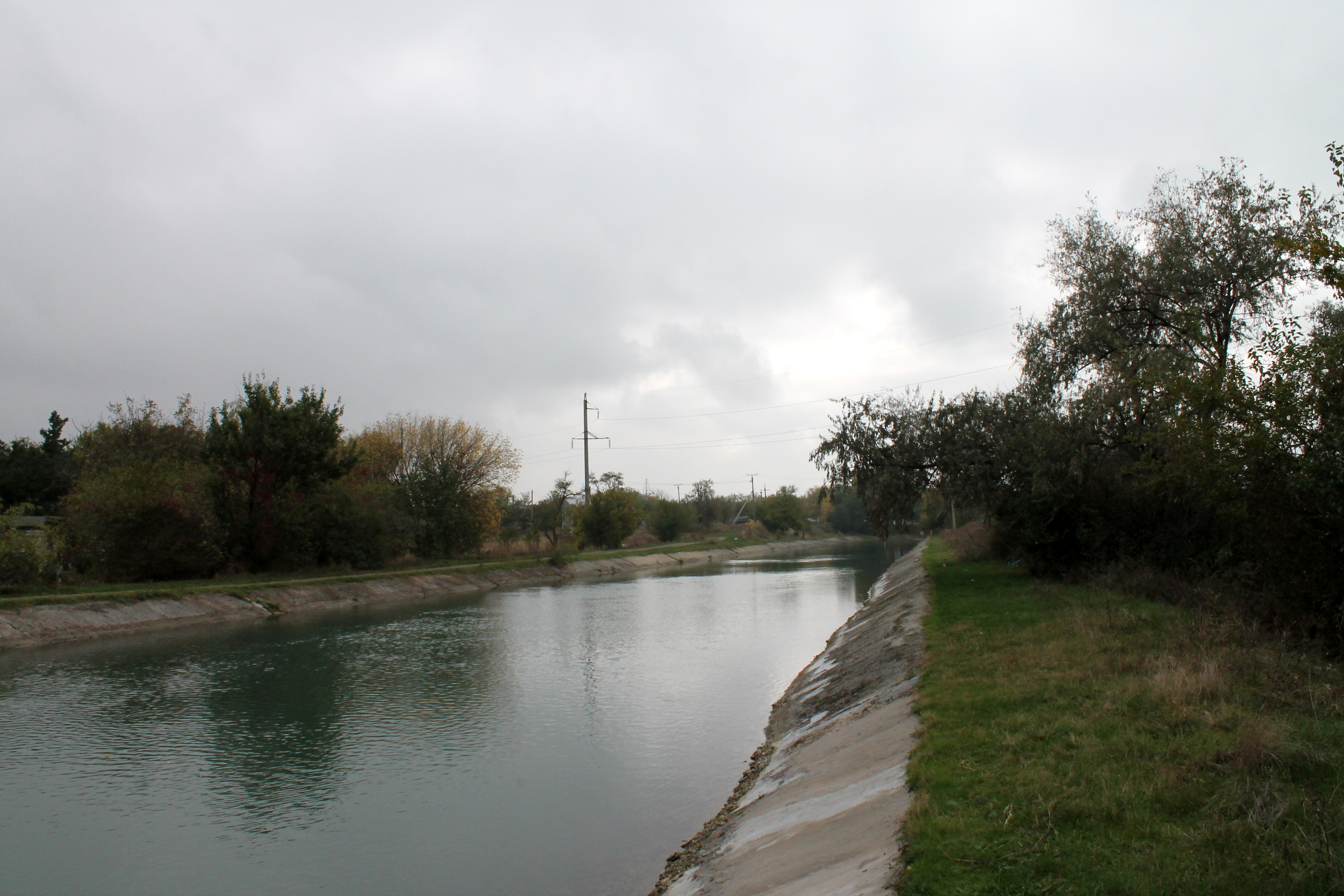
Деривационный канал
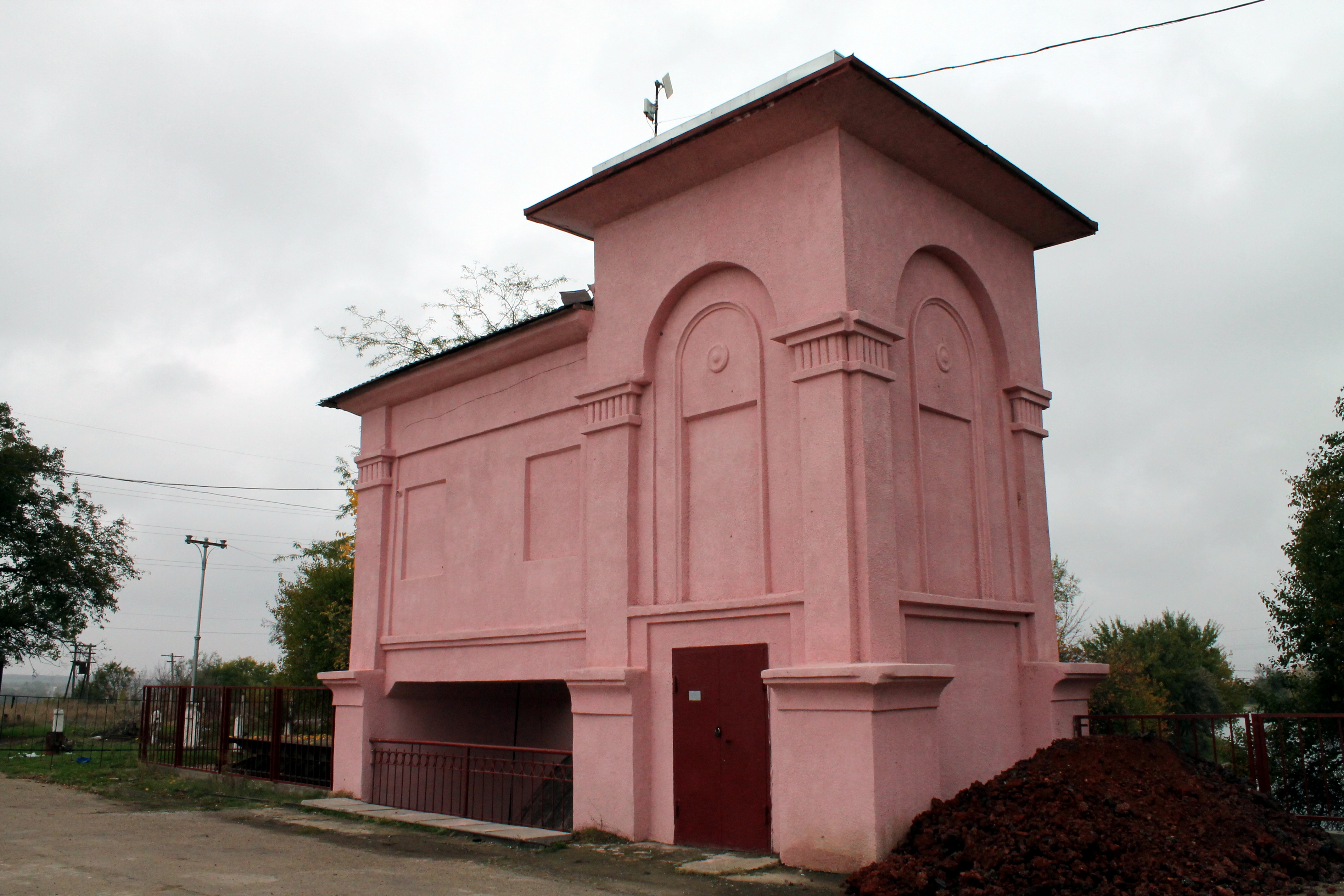
Головной шлюз-регулятор
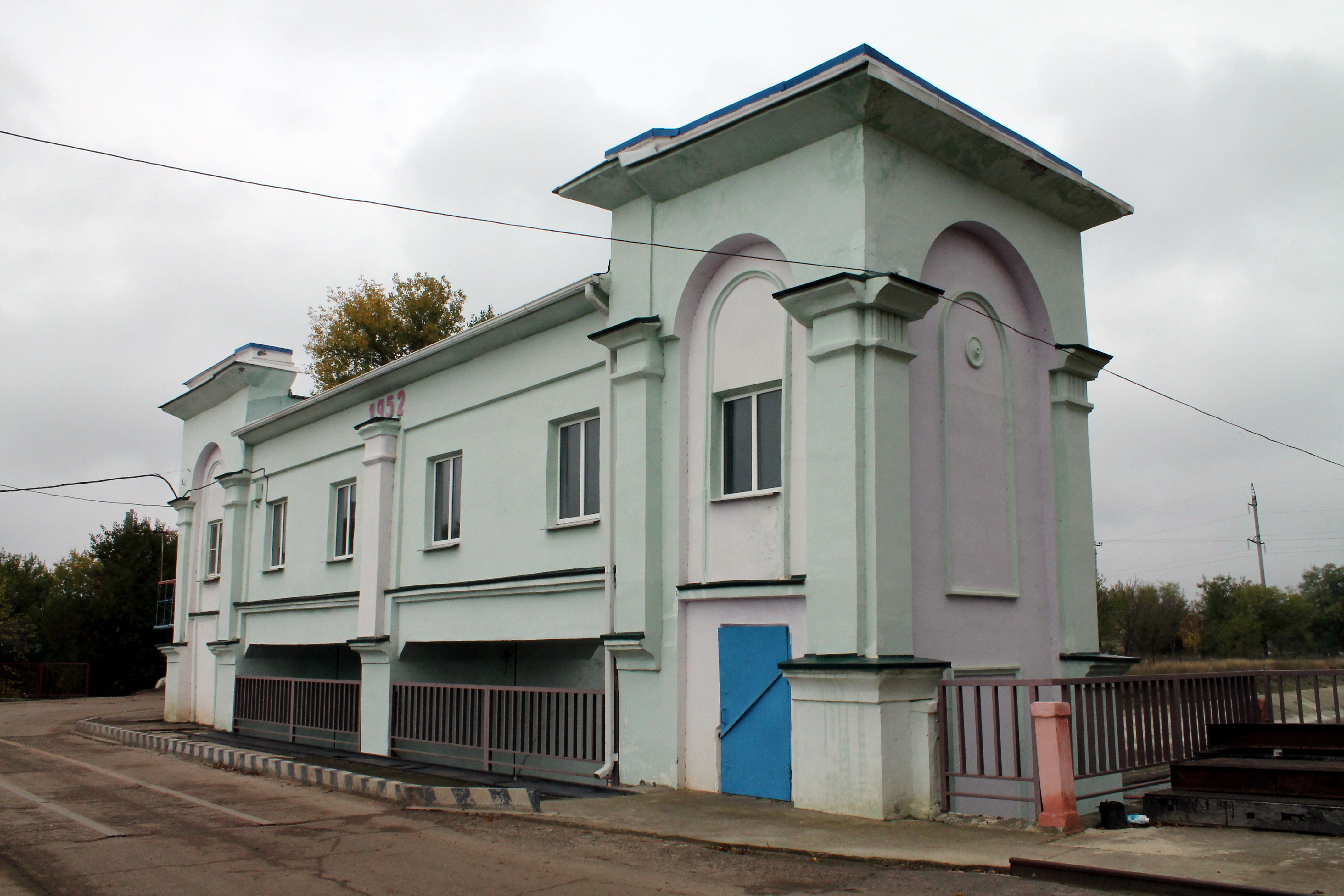
Шлюз-регулятор Право-Егорлыкского канала
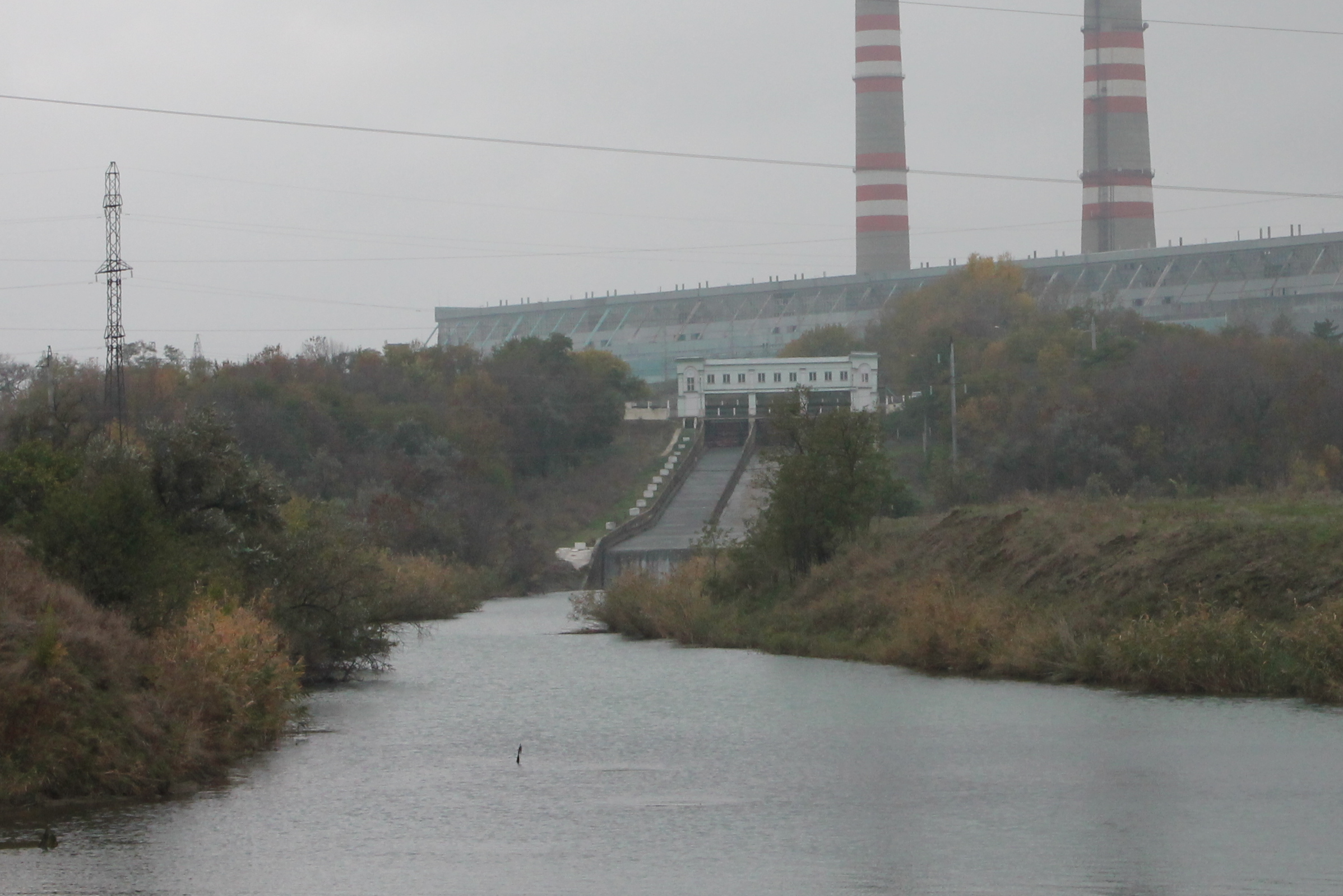
Холостой водосброс

## История строительства и эксплуатации
В 1935—1940 годах в соответствии с Постановлением Совнаркома СССР была разработана Схема обводнения Ставрополья. Согласно ей, было намечено строительство двух обводнительно-оросительных систем: Кубань-Егорлыкской и Кубань-Калаусской (с 1968 года — Большой Ставропольский канал). Строительство Кубань-Егорлыкской системы (Невинномысского канала) было начато в 1936 году, в 1948 году канал был введён в эксплуатацию. В рамках строительства системы было предусмотрено создание Новотроицкого водохранилища, принятого во временную эксплуатацию в 1951 году и в постоянную эксплуатацию — в 1953 году. Одновременно с водохранилищем организацией «Ставропольстрой» с 1950 года велось строительство Новотроицкой ГЭС, оба гидроагрегата которой были пущены в 1953 году, приёмочной комиссии станция была сдана в 1954 году.

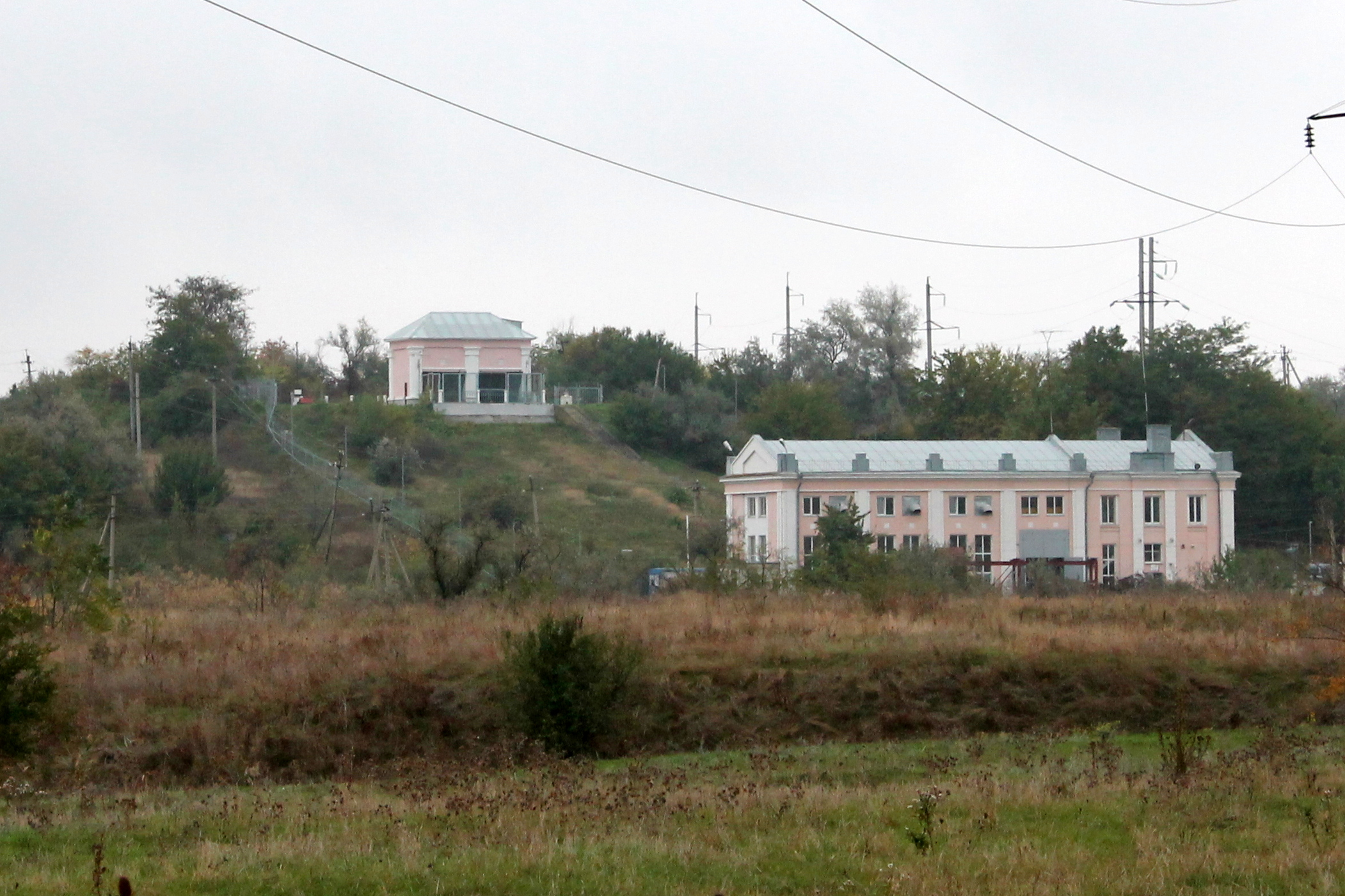
Панорама сооружений Новотроицкой ГЭС

В 1994 году Новотроицкая ГЭС вошла в состав каскада Кубанских ГЭС ОАО «Ставропольэнерго». В 2005 году в ходе реформы РАО «ЕЭС России» Новотроицкая ГЭС вместе с другими ГЭС каскада была выделена из состава ОАО «Ставропольэнерго» в ОАО «Ставропольская электрическая генерирующая компания», которое в свою очередь в 2006 году перешло под контроль ОАО «ГидроОГК» (позднее переименованного в ОАО «РусГидро». В 2008 году ОАО «Ставропольская электрическая генерирующая компания» было ликвидировано, и Новотроицкая ГЭС вошла в состав филиала ОАО «РусГидро» — Каскад Кубанских ГЭС.
Станция эксплуатируется более 60 лет, в связи с чем проводится модернизация устаревшего и изношенного оборудования. В 2010 году произведена замена открытого распределительного устройства на современное КРУЭ-35 кВ, в 2017—2018 годах заменены силовые трансформаторы, запланирована замена системы возбуждения генераторов.